# John Willock Noble
John Willock Noble (26 de octubre de 1831 - 22 de marzo de 1912) fue un abogado estadounidense, político y general durante la Guerra de Secesión.

## Biografía
Willock nació en la ciudad de Lancaster (Ohio) y estudió en la Universidad de Miami. En 1851, se graduó de la Universidad de Yale con honores. Después de prestar servicio en servicio en la Guerra de Secesión, se convirtió en fiscal para el Tribunal Federal de Distrito para el Distrito Este de Misuri. 
Posteriormente, entre los años 1889 y 1893 se desempeñó como secretario del Interior bajo la administración del presidente Benjamin Harrison. Bajo su mandato como secretario de Interior, tuvo lugar la Comisión Cheroqui con el objetivo de negociar los acuerdos con los indígenas que culminó con la conversión de 19 tribus a pequeñas reservas a lo largo del Territorio de Oklahoma, con el fin de abrir paso a los colonos.
Después de retirarse de la política, ejerció como abogado en San Luis, ciudad donde falleció en 1912.
| Predecesor: William Freeman Vilas | Secretario del Interior de los Estados Unidos 1889 – 1893 | Sucesor: Michael Hoke Smith |